# Château de Bretenière
Le château de Bretenière  est un château du XVIIIe siècle situé à Bretenière, en Côte-d'Or (Bourgogne-Franche-Comté).

## Localisation
Le château est situé au sud-est du village dans l'angle sud d'un grand parc.

## Historique
La seigneurie date au moins du XIIe siècle : dès 1209, André de Bretenière fait don de terre à l'abbaye de Saint-Seine. En 1457, les habitants du village doivent fortification, guet et garde au « château de Rouvres ». En 1469, la maison forte de Bretenières appartient à Jehan Martin. Dans la deuxième moitié du XVIIIe siècle, le propriétaire du domaine, Simon Ranfer, rase la maison-forte défendue par un double fossé, une porte barbacane et une grosse tour carrée pour le remplacer par une résidence de plaisance[réf. souhaitée].

## Architecture
Le manoir du XVIIIe siècle de style Louis XVI, couvert en tuiles vernissées, est complété côté parc au XIXe siècle par deux ailes en retour et une salle en rotonde. Un logement de gardien et une ferme en style néo-toscan sont également construits. L’ensemble comporte actuellement le château de plan en H entouré d’un parc à l'anglaise, une maison de gardien et une ferme composée de plusieurs bâtiments. La glacière du château est conservée dans le parc. La ferme et le château sont accessibles par des grilles ouvrant sur une vaste cour. 

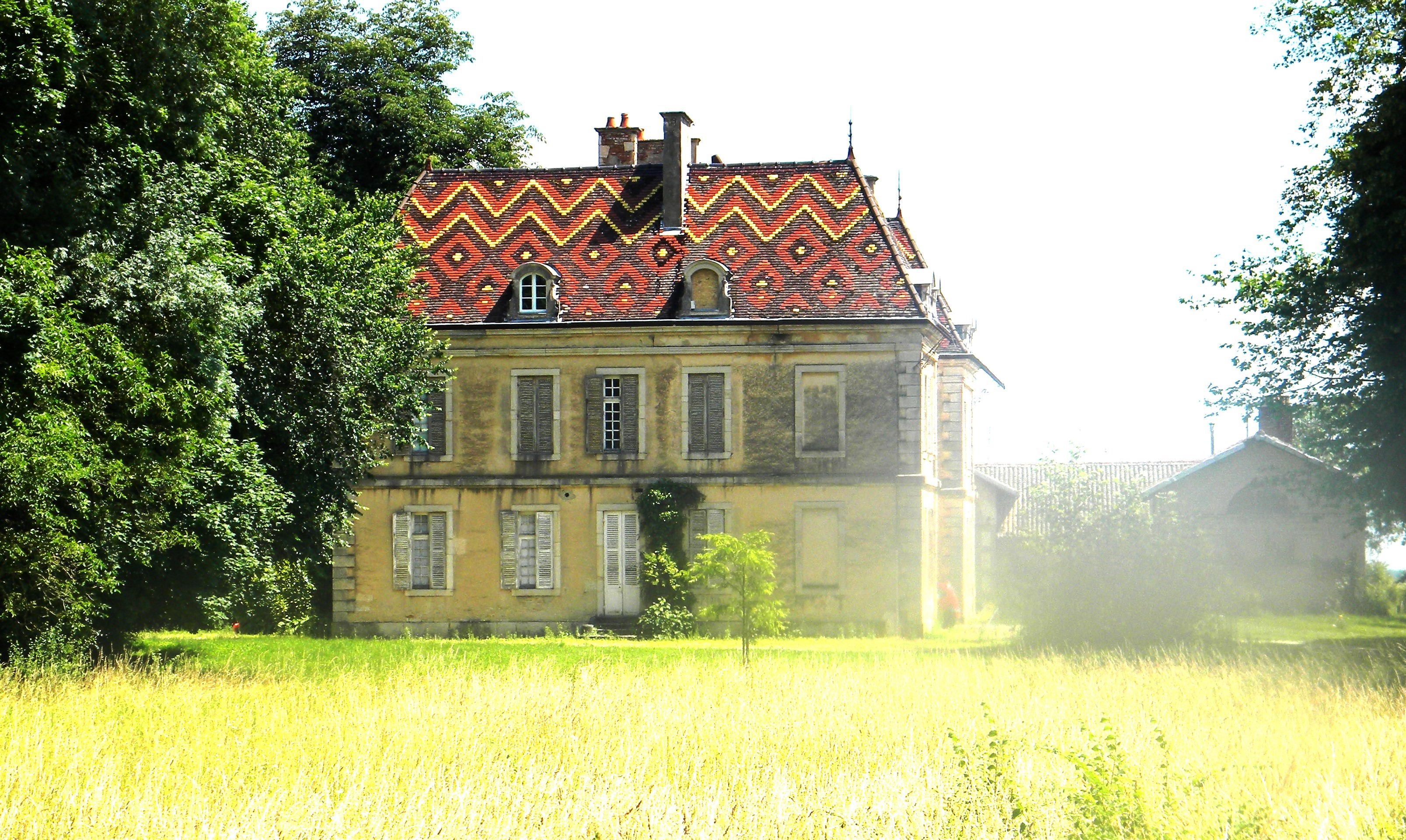
Une aile du château et la toiture.

Le château et ses dépendances, les murs et les deux grilles de clôture du XVIIIe et du XIXe siècle sont inscrits aux monuments historiques par arrêté du 7 octobre 1996.

## Mobilier
Vestibule et escalier d'honneur ornés de bas-reliefs.